# ديفيد فيلدر
ديفيد فيلدر (بالإنجليزية: David Felder)‏ هو معلم موسيقى وملحن أمريكي، ولد في 27 نوفمبر 1953 في كليفلاند في الولايات المتحدة.

## وصلات خارجية
- الموقع الرسمي
- ديفيد فيلدر على موقع ميوزك برينز (الإنجليزية)
- ديفيد فيلدر على موقع ديسكوغز (الإنجليزية)